# Laboratori farmacèutic
Un laboratori farmacèutic és un laboratori que efectua recerca científica per la posada a punt de nous fàrmacs (o de productes assimilats als productes per la salut com les cremes solars, antimosquits, etc.) És un terme més o menys sinònim del de companyia farmacèutica, societat que assegura la producció d'aquests medicaments.